# Rilda Paco
Rilda Paco Alvarado (Oruro, Bolivia; 22 de julio de 1986) es una artista plástica, diseñadora gráfica y periodista boliviana.
Rilda Paco nació el 22 de julio de 1986 en la ciudad de Oruro. Comenzó sus estudios escolares en 1992, saliendo bachiller el año 2003. 
En 2004, continuo con sus estudios profesionales, graduándose como diseñadora gráfica. El año 2010, a sus 24 años de edad, Rilda ingresó a la Academia Nacional de Bellas Artes “Hernando Siles”. Incursionó también el año 2014 el ámbito de la comunicación, graduándose como periodista el año 2019.
En febrero de 2018, a sus 31 años, Rilda Paco realizó una pintura de la Virgen del Socavón de Oruro en donde la retrata a la virgen en ropa interior. Este pintura generó diversas reacciones en la opinión pública boliviana, unas a favor y otras en contra (en especial de personas religiosas y católicas). Posteriormente Paco realizó varios trabajos de pintura para la organización feminista Mujeres Creando, liderada por la activista María Galindo.